# Estadio Jocay
El estadio Jocay es un estadio de fútbol de Ecuador. Está ubicado en la avenida 113 y calle 307 de la ciudad de Manta. Fue inaugurado el 14 de enero de 1962 con el nombre de estadio Modelo de Manta, que luego fue cambiado al nombre actual. Es utilizado para competiciones de fútbol, y ahí juegan como local el Delfín Sporting Club y el Manta Fútbol Club equipos de la Liga Pro Ecuabet del fútbol ecuatoriano.
Su capacidad es de aproximadamente 21000 espectadores.

## Historia
La presencia del poderoso conjunto chileno Santiago Wanderers el 23 de octubre de 1940 en el estadio de Manta, para enfrentarse a un combinado mantense reforzado con jugadores de Portoviejo y Bahía, se convierte en el primer partido de carácter internacional en la provincia. Después vinieron las visitas de grandes equipos del continente como el América de Cali, Deportivo Cali y Boca Juniors de Cali de Colombia en la década de los cuarenta y cincuenta, sumándose a esto el enorme esfuerzo de la dirigencia deportiva de la ciudad que aprovechó la presentación de la Selección de Uruguay en el Campeonato Sudamericano Ecuador 1947 que se efectuó en Guayaquil y los contrató para que jueguen en el puerto mantense (tuvieron que realizar un gran sacrificio para traer a los uruguayos en algunos viajes en avionetas). Estos hechos motivaron a los dirigentes de Liga Deportiva Cantonal de Manta, a soñar en la construcción de un escenario que reúna las condiciones para albergar y darle facilidades a los aficionados del fútbol.
En 1946 el señor Pablo Coello Gutiérrez es elegido presidente de Liga Deportiva Cantonal de Manta y trata con el I. Concejo Cantonal para conseguir que aquella loma que mira hacia lo que es hoy el colegio 5 de Junio y donde se encontraba el escenario mantense, sea expropiada para librarse de la familia Pavón que se apostaba en ese sector observando "de agache y gratiche" el espectáculo que se desarrollaba en el campo de juego. El Concejo Cantonal ofrece al señor Coello la expropiación de aquella loma, pero en cambio el dueño del predio se niega a ceder los derechos si la Liga Cantonal no abona la cantidad de trescientos mil sucres. Don Pablo ofrece pagar la cantidad de cien mil sucres, pero no se llega a un entendimiento.
La inquietud por construir un estadio impulsa al señor Coello a dialogar con los principales personeros de Industrias Ales, señores Álvarez Barba, para conseguir la donación de un terreno, logrando favorablemente una extensión de 24 000 mil metros cuadrados en el lugar donde hoy se levanta el Jocay; esta cantidad de terreno no alcanzaba para la construcción del escenario soñado, razón por la que se vieron precisados a comprar a la familia Cevallos la cantidad de 20 000 metros cuadrados. En 1948 el señor presidente de la República, Galo Plaza Lasso, hizo una visita a Manta, circunstancia aprovechada por la dirigencia local para que apadrine el acto de colocación de la primera piedra.
Sin perder el entusiasmo, el señor Coello inicia una colecta de sacos de cemento, el primero en donar cien sacos fue el señor Enrique Azúa, luego vino una hemorragia de contribuciones por parte del pueblo mantense; don Ramón González-Artigas cedió una máquina para la construcción de bloques de cemento, ahorrándose una gran cantidad de dinero. La lista de quienes fortalecieron el desarrollo de tan esperada obra es bastante extensa, sin embargo, mencionaremos a don Edmundo Lourido Moreira, Jorge Emilio González, Pedro Balda Cucalón, Dr. Luciano Delgado Falcónez, Edmundo Flores Zambrano, Tomás Carlos Moreno.
Finalmente el estadio fue entregado a Liga Deportiva Cantonal, eligiéndose una reina entre un grupo de guapas chiquillas, título recaído en la Srta. Rosita Villao, siendo proclamada el 6 de enero de 1962 en el tradicional Coliseo de los Obreros. El 14 de enero de ese mismo año se inauguró el Estadio Modelo de Manta, para regocijo de los mantenses. Fue el resultado de la decisión de la gente que con dinero propio, herramientas, equipos y materiales de construcción entregaron al país el primer estadio reglamentario de fútbol construido en Manabí, que en forma paralela presenció la creación de su entidad rectora del deporte aficionado y la fundación (1962) del Círculo de Periodistas Deportivos del Ecuador, filial Manabí. Esa fue la trilogía de oro que permitió jugar a fútbol profesional en Manta.
Con una tribuna principal que para la época era fabulosa, inicia una larga historia de remiendos y parches en su estructura de aposentadurías tanto de general como de platea. Después de un tiempo, el estadio incluso cambió su nombre por "JOCAY", rindiendo homenaje al ancestro de Manta en sus orígenes nativos. Pasaron los años y siguieron las gestiones de sus propios dirigentes, sin ayuda de ninguna institución de Manabí, y se consigue otras construcciones que tal vez no fueron perfectamente planificadas pero de algo sirven en la actualidad. Por ejemplo, para los Juegos Deportivos Nacionales de Manabí en 1985 se instaló un marcador electrónico de fabricación húngara Electroimpex, que fue desmantelado en el 2003 para dar paso a la construcción de la general norte, que permite albergar algo más de 5000 aficionados.
En este mismo año 2003 se construyó la tribuna principal “Jaime Estrada Bonilla”, con su palco, suites y salas de conferencias, y se dotó de alumbrado (algo insuficiente); pero se omitió sonido interno, marcador y alguna regeneración urbana en sus calles adyacentes que faciliten la circulación de vehículos y peatones. La tribuna principal (con palco incluido) puede albergar a más de 7000 aficionados, que se suman con los que ocupan la preferencia (que antes fue la tribuna principal) y la nueva general norte. Así en suma se puede catalogar al estadio Jocay con una capacidad teórica de 17 000 aficionados más las pocas gradas que alberga la vieja general sur, aunque serán los técnicos quienes le fijen cifras exactas sobre la capacidad del estadio (que en algunos cotejos de grupo “B” ha sobrepasado 10 000 aficionados).
También estuvo en planes de construcción la bandeja de general sur similar a la existente. Ampliando, remodelando y actualizando el estadio Jocay en sus tres primeras etapas de construcción, debió sacrificarse la pista atlética y los espacios complementarios para saltos, lanzamientos y descanso. La Universidad Técnica de Manabí impuso esa condición, justamente por la negligencia de muchos dirigentes de Liga Cantonal que dejaron estrangular al estadio con edificaciones, lotizaciones, patios de silos, etc., lógicamente reduciendo el entorno del escenario a pequeñas callejuelas llenas de basura, como era el panorama no hacía mucho tiempo. Atletismo se practica en la ULEAM, en algunas escuelas con pequeñas pistas improvisadas, en los colegios con espacios preparados para el efecto, y lógicamente en la pista natural de Manta: sus hermosas playas con pistas rígidas y de arena batida.
Hoy el estadio desempeña un importante papel en el fútbol local, ya que los clubes mantenses como el Manta Fútbol Club, Delfín Sporting Club, Green Cross, Juventud Italiana, Estibadores Navales, América de Manta, River Plate de Manta, INECEL, Manta Sport, Liga de Portoviejo (provisional) y 9 de Octubre hacían y/o hacen de locales en este escenario deportivo.
A nivel nacional, el Jocay fue sede de los VI Juegos Deportivos Nacionales Manabí 1985. Asimismo, este estadio es sede de distintos eventos deportivos a nivel local, así como es escenario para varios eventos de tipo cultural, especialmente conciertos musicales (que también se realizan en el Coliseo Lorgio Pinargote de Manta, en la Plaza Cívica de Manta y en el Malecón Escénico de Manta).
A principios del siglo XXI surgió una idea de proyecto para ampliar la capacidad del estadio, demoliendo y eliminando la vieja tribuna principal con cabinas de radio que estaban vacías (actual preferencia) y la vieja general norte en forma de semicircular derecha (actual general sur) con pista atlética y los espacios complementarios para saltos, lanzamientos y descanso fueron sacrificados en la parte semicircular derecha, montando y construyendo una nueva edificación de la actual general sur (antigua general norte en forma de semicircular derecha) con una capacidad de 5000 espectadores. Fue reconstruido entre 2002 y 2003 y fue reinaugurado el 18 de marzo de 2004 gracias al apoyo del entonces presidente del Manta Fútbol Club y exalcalde de Manta, Jaime Estrada Bonilla. 
En el año 2015 el estadio y la ciudad de Manta recibieron por primera vez el torneo más importante de continente sudamericano, la Copa Libertadores, siendo local el equipo guayaquileño Emelec, convirtiéndose en la octava ciudad en recibir dicho torneo. También este estadio fue utilizado por Emelec para partidos de Copa Sudamericana y para el torneo nacional.

### Actualidad
A principios de 2013 se empezó a construir la general sur del escenario deportivo con una capacidad para 5000 espectadores, con inversión del Ministerio del Deporte de Ecuador, inaugurándose a finales del 2013. Debido al terremoto sufrido en 2016 fue demolida la antigua preferencia para dar paso posteriormente en 2019 a la construcción de una nueva tribuna sin cabinas de radio con capacidad para 6273 espectadores. La obra estaba programada para ser concluida a finales de febrero de 2020, pero debido a la pandemia de covid-19 los trabajos se atrasaron y la obra fue inaugurada en noviembre de 2020, otorgándole al estadio la capacidad total de 22 000 espectadores.

## Galería

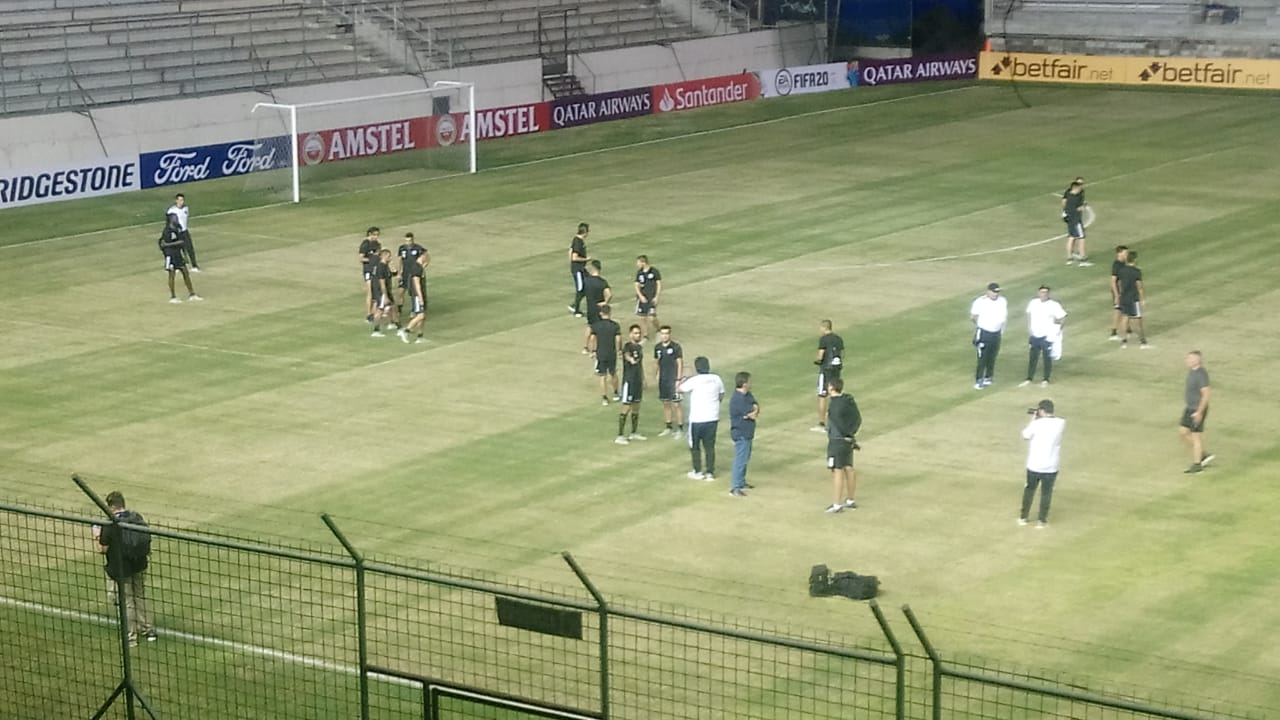
Vista desde la tribuna antigua
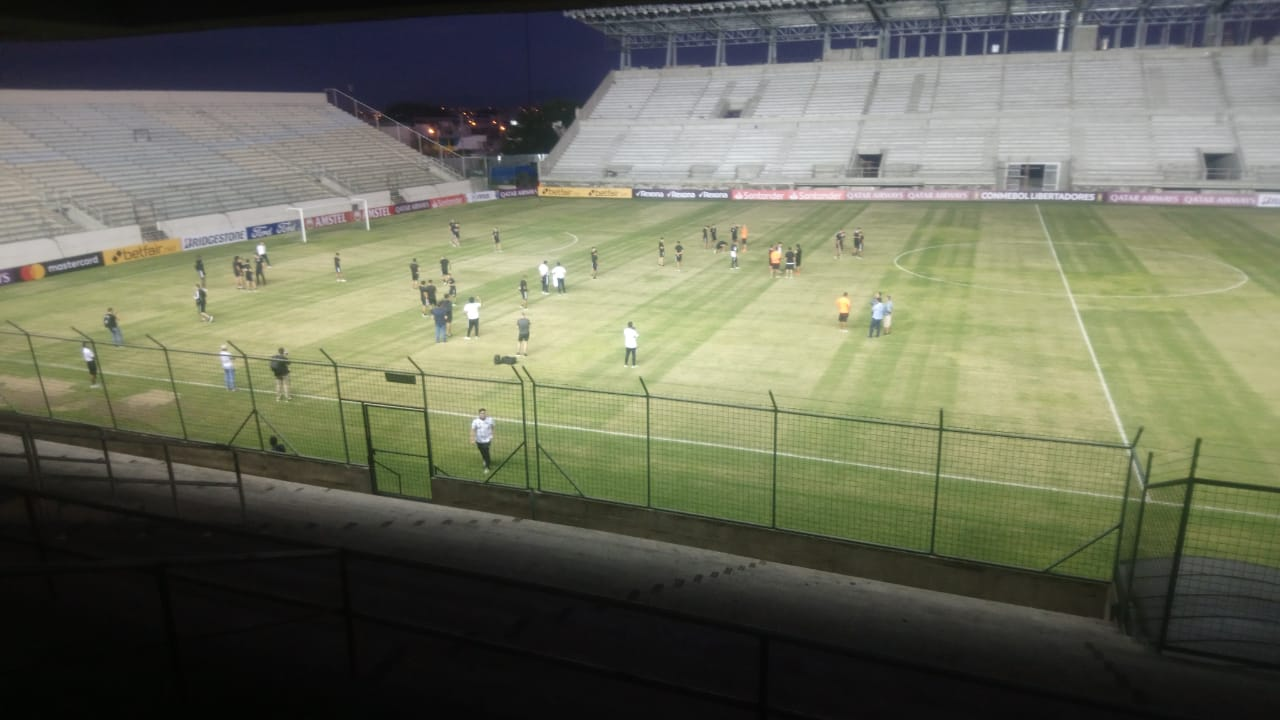
Vista desde la tribuna antigua
Vista desde la tribuna antigua
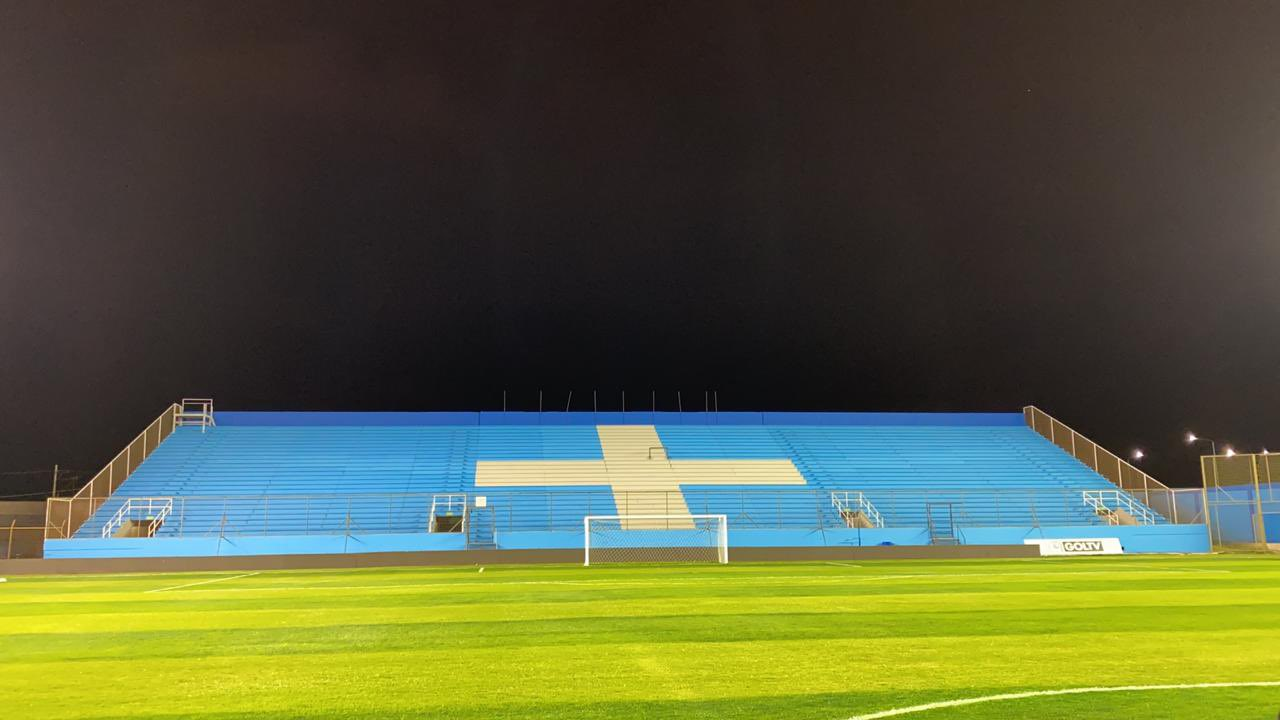
General nueva